# Corona di Jugoslavia

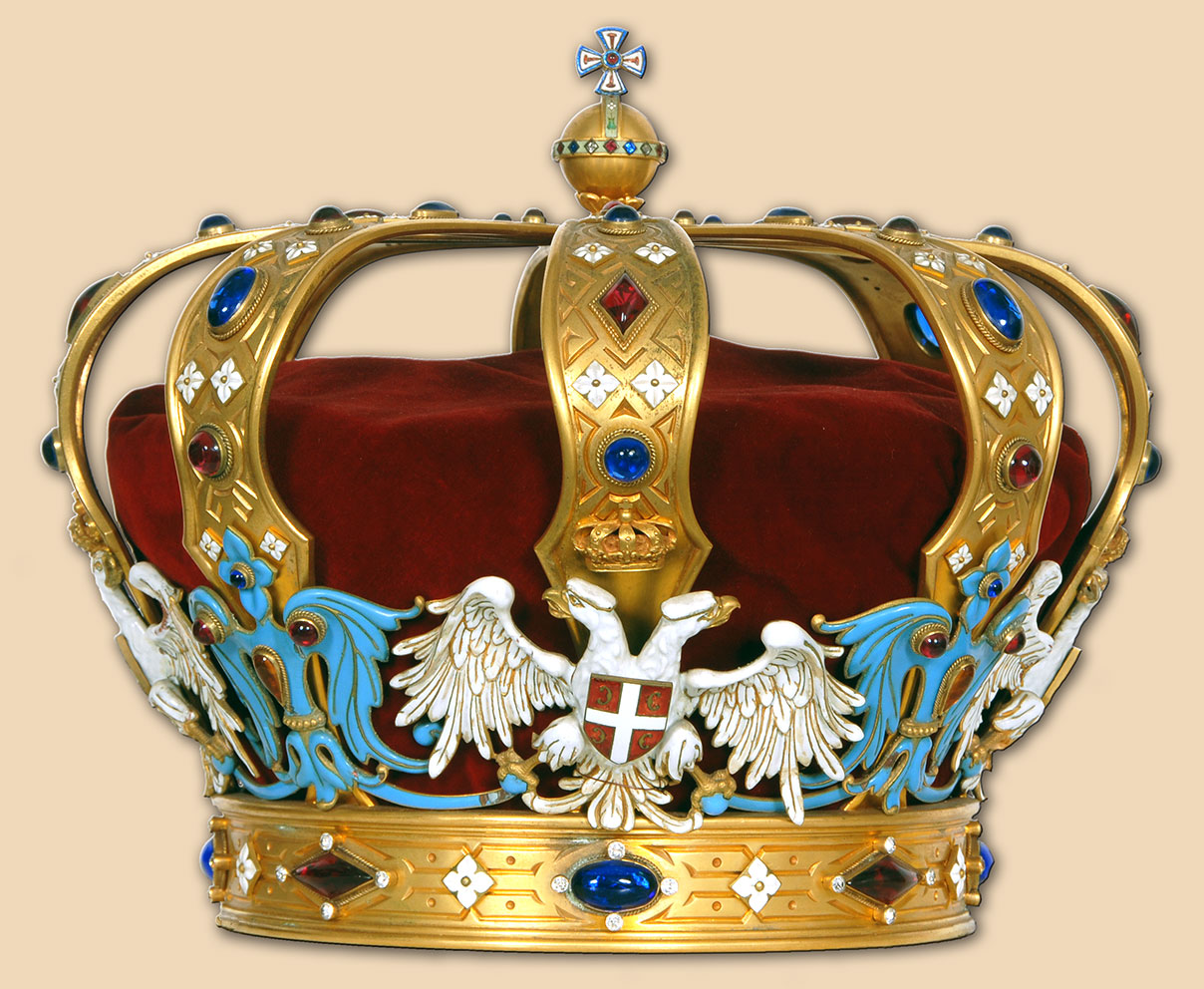
La corona di Iugoslavia.

La corona di Jugoslavia è l'oggetto simbolico rappresentante il potere nel Regno di Jugoslavia.

## Le corone della dinastia Nemanjić
La dinastia dei Nemanjić fecero realizzare dei gioielli come la Corona di Stefan Dečanski che oggi sono conservati presso il Monastero di Cetinje (Montenegro), mentre altre corone si trovano anche nel Tesoro Reale di Vienna in quanto appartenute al knez Stefan Bockaj. Questi gioielli vennero strappati agli ottomani che li avevano prelevati alla città di Kronštadt.

## La corona dei Karađorđević

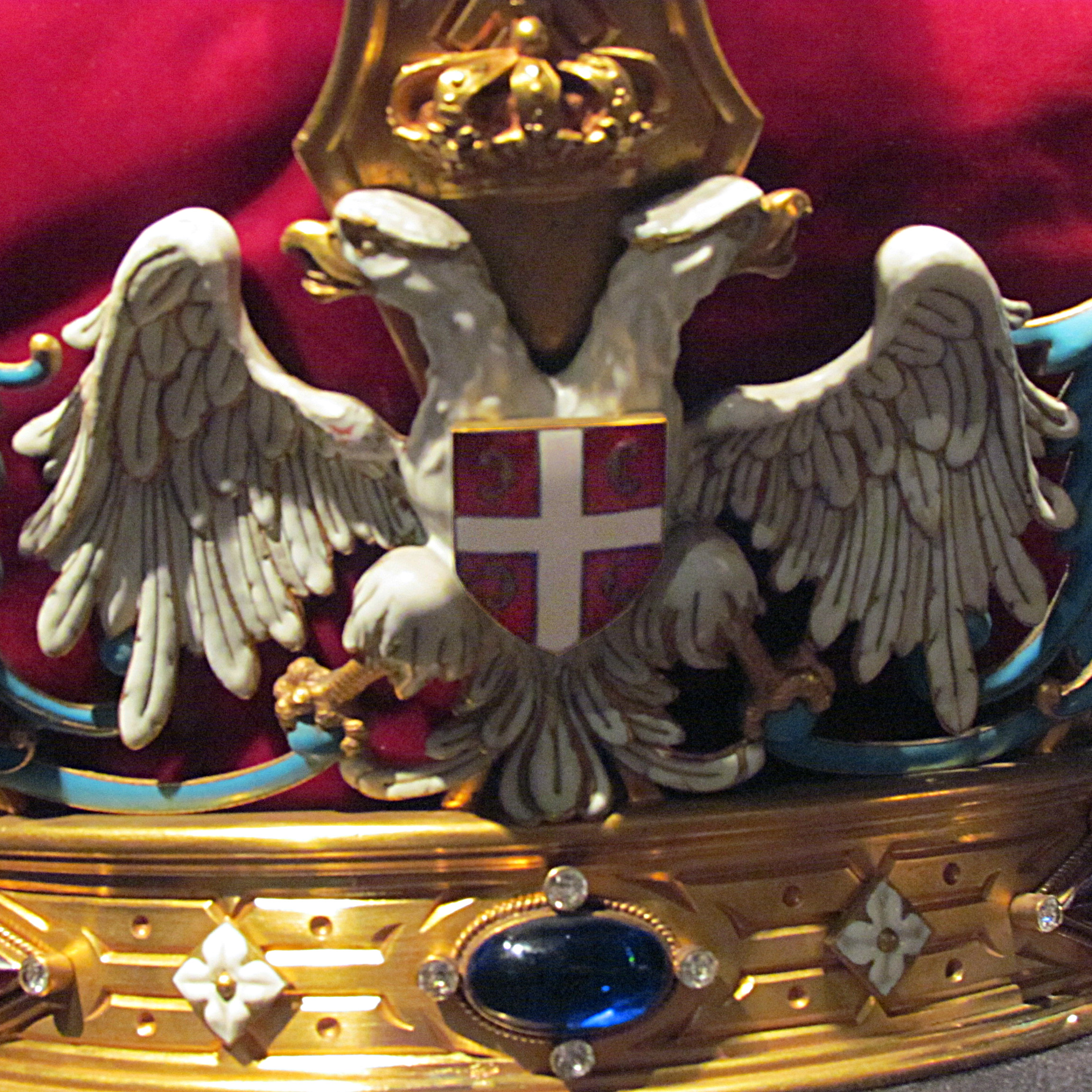
Stemma della famiglia Karađorđević sulla corona.

La corona è stata realizzata, insieme agli altri regalia jugoslavi, nel 1904 per l'incoronazione del re Pietro I di Serbia. Gli oggetti sono stati prodotti con il bronzo di un cannone appartenuto a Karađorđe Petrović, capostipite della dinastia regale dei Karađorđević.
Questo gesto fu altamente simbolico poiché, nel 1904, cadeva il centesimo anniversario della prima rivolta serba.
La corona, realizzata in oro e decorata con i colori nazionali rosso, bianco e blu, è stata realizzata a Parigi dai gioiellieri fratelli Falise.